# Charles Fleischer
Charles Fleischer (Washington DC, 27 d'agost de 1950) és un actor còmic estatunidenc.
El 1988, posa la seva veu a diversos personatges de la pel·lícula Qui ha enredat en Roger Rabbit? (Who Framed Roger Rabbit): Roger Rabbit, Benny el taxi i dos buscaraons Greasy i Psycho. Posa a continuació la seva veu a Roger Rabbit. De nou amb Disney, apareix en Dick Tracy (1990), produïda per la filial de Disney, Touchstone Pictures. Participa també a l'emissió del 60è aniversari de Ratolí Mickey i la del 35è aniversari del parc Disneyland.

## Filmografia
Filmografia:
- Die Laughing (1980)
- Night Shift (1982)
- Malson a Elm Street (1984)
- Amiga mortal (Deadly Friend) (1986) (veu)
- Bad Dreams (1988)
- Who Framed Roger Rabbit (1988) (veu)
- Mickey's 60th Birthday (1988) (veu)
- Gross Anatomy (1989)
- Tummy Trouble (1989) (veu)
- Retorn al futur 2 (1989)
- Roller Coaster Rabbit (1990) (veu)
- Dick Tracy (1990)
- Straight Talk (1992)
- Carry On Columbus (1992)
- Trail Mix-Up (1993) (veu)
- We're Back! A Dinosaur's Story (1993) (veu)
- My Girl 2 (1994)
- Demon Knight (1995)
- Gridlock'd (1997)
- Permanent Midnight (1998)
- Rusty: A Dog's Tale (1998)
- Genius (1999)
- Bel Air (2000)
- Balto II: Wolf Quest (2002) (veu)
- Big Kiss (2004)
- Balto III: Wings of Change (2004) (veu)
- The Polar Express (2004) (veu)
- Zodiac (2007)
- Funny People (2009)
- Rango (2011)